# Museu de Pera
O Museu de Pera (em turco:  Pera Müzezi) é um museu situado no bairro histórico de Pera, atualmente integrado no distrito de Beyoğlu, na cidade de Istambul, Turquia.
O museu foi fundado em 2005 pela "Fundação Suna e İnan Kıraç" e está instalado no que foi o Hotel Bristol, construído em 1893 pelo arquiteto Achille Manoussos.
O museu tem três exposições permanentes, uma de  pesos e medidas da Anatólia, outra de azulejos e cerâmica de Kütahya, e outra de arte orientalista. Esta última tem mais de trezentas pinturas, incluído obras de artistas europeus ocidentais inspirados pelo mundo otomano dos séculos XVII, XVIII e XIX. Entre os artistas orientalistas destaca-se Osman Hamdi Bey, considerado por muitos historiadores de arte como o único "orientalista nativo".[carece de fontes?]. Entre as obras de Osman Hamdi Bey encontra-se a mais famosa, "O Domador de Tartarugas".
Além das exposições permanentes e temporárias, o museu promove eventos culturais de variados tipos. Além de espaços de exposição multiuso, a museu dispõe de um auditório, espaços para atividades de vistantes, uma loja de arte, um café e um centro de lazer infantil.

## Futuras instalações
A Fundação Suna e İnan Kıraç contratou o arquiteto Frank Gehry para desenhar um novo complexo cultural no que é atualmente a sede da Televisão Nacional Da Turquia (em turco: Türkiye Radyo Televizyon Kurumu, TRT) em Istambul, situada na mesma praça do Hotel Pera Palace, em Beyoğlu. O nome do novo complexo deverá ser "Centro Cultural Suna Kıraç" (em turco: Suna Kıraç Kültür Merkezi). Os trabalhos de construção começarão logo que sejam concedidas as licenças oficiais e o pessoal da TRT seja transferido para instalações da TRT nas áreas de Ortaköy e Harbiye.

## Galeria
Agumas das obras de pintura do período otomano:

O Domador de Tartarugas, de Osman Hamdi Bey.
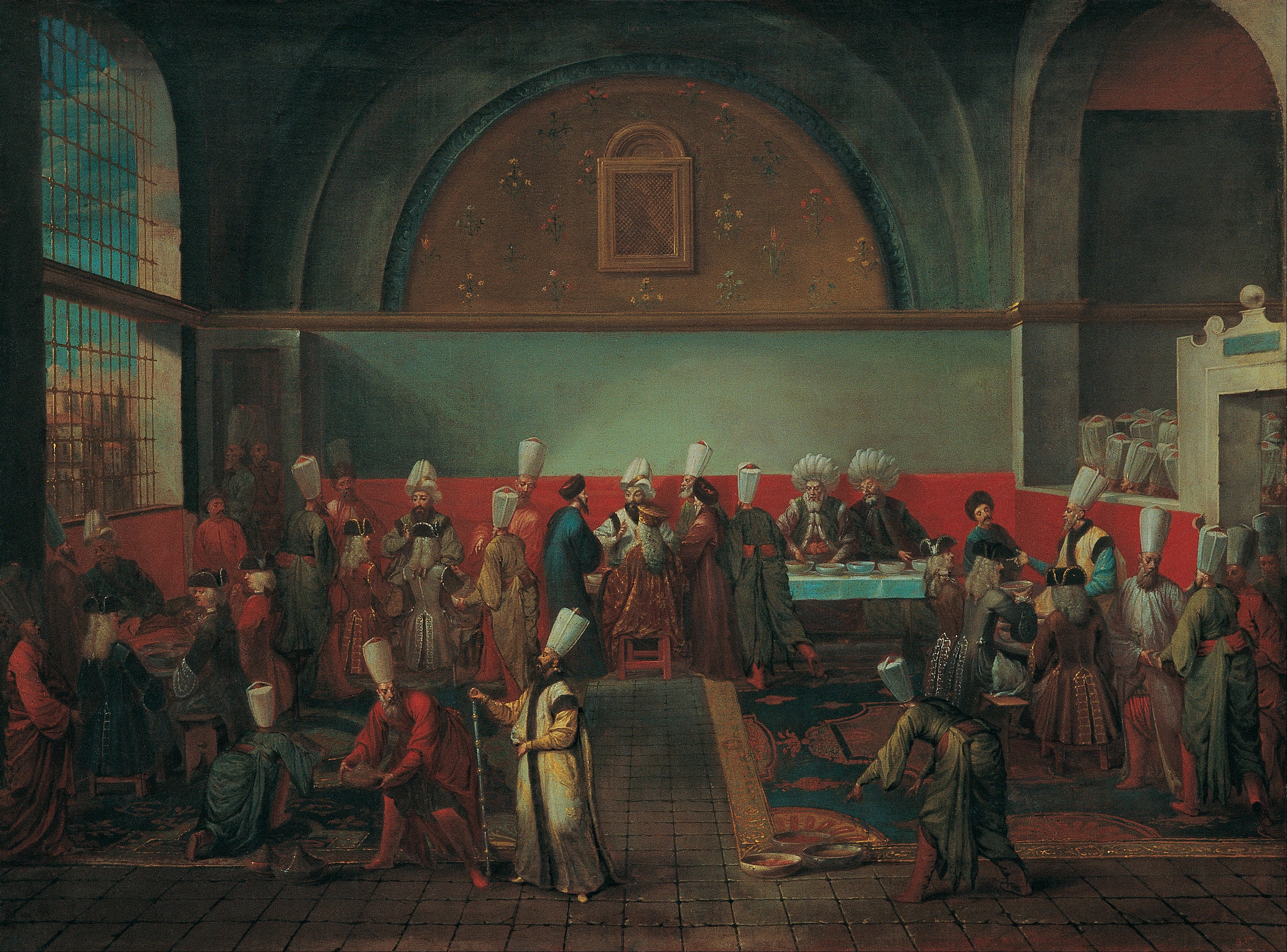
Embaixadores estrangeiros recebidos no Palácio de Topkapı durante o reinado de Amade III, de Jean-Baptiste van Mour.
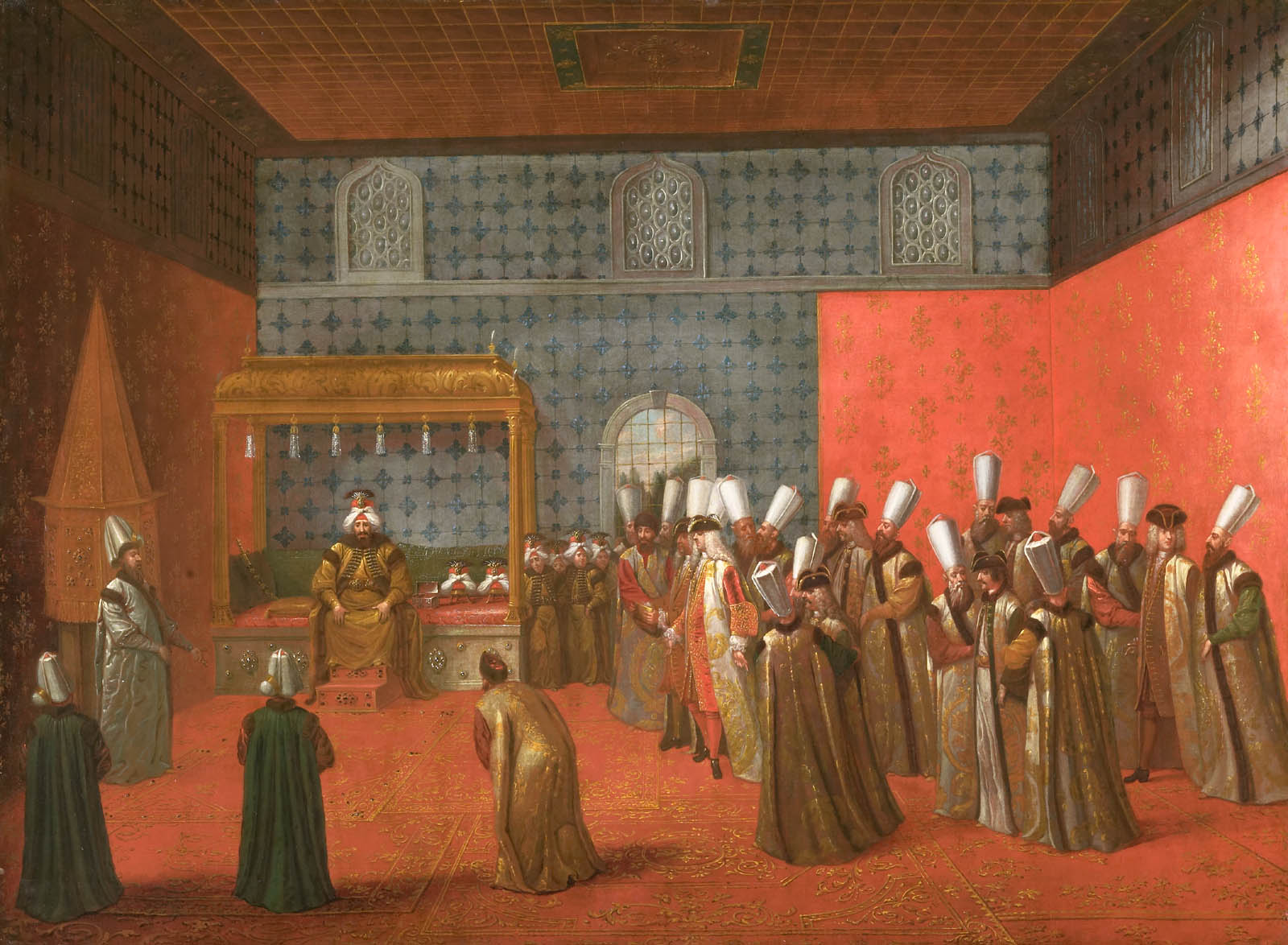
Recepção do embaixador holandês Cornelis Calkoen pelo sultão Amade III no Palácio de Topkapı em 1727, de Jean-Baptiste van Mour.
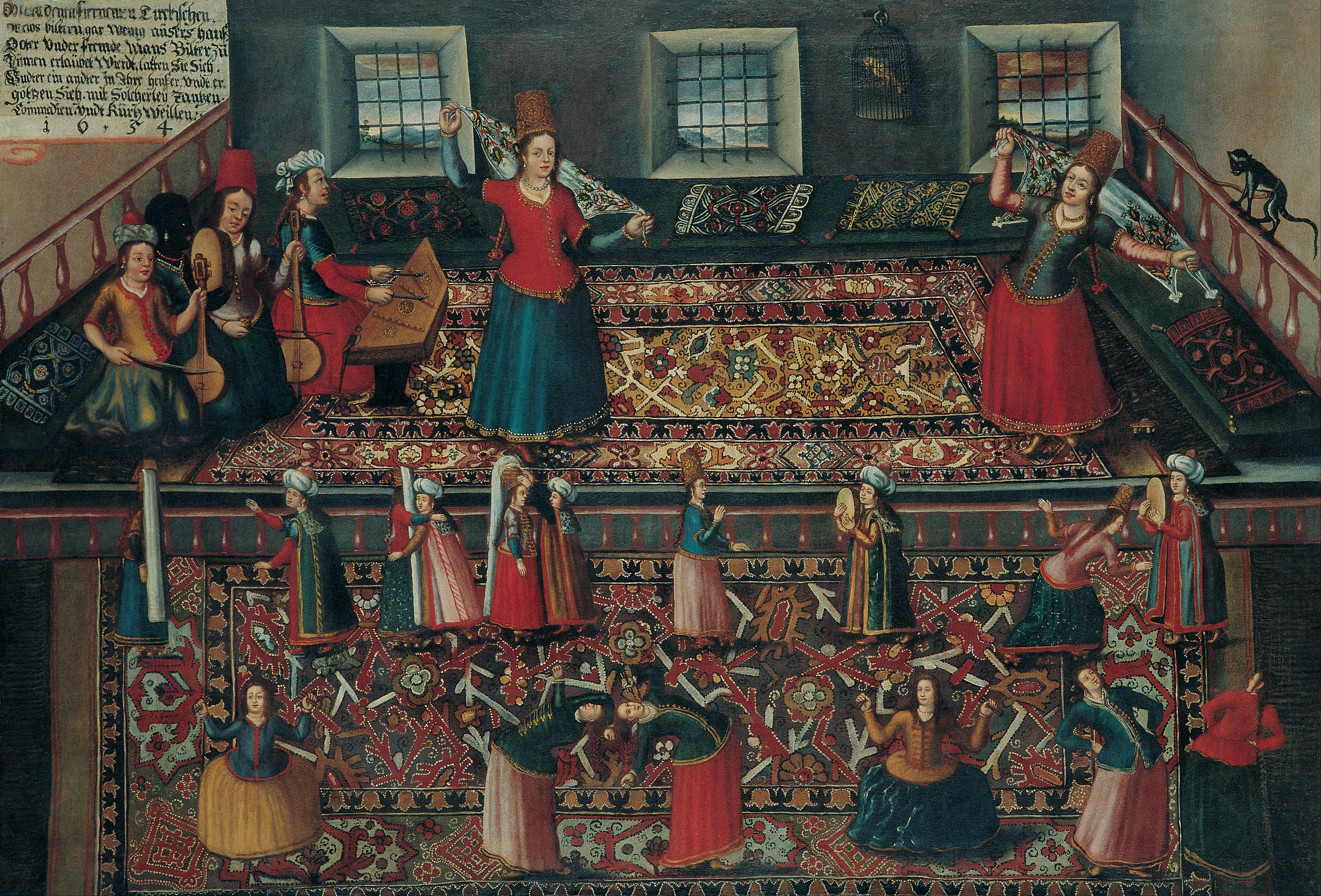
O harém do Palácio de Topkapı (1654), de Franz Herman.
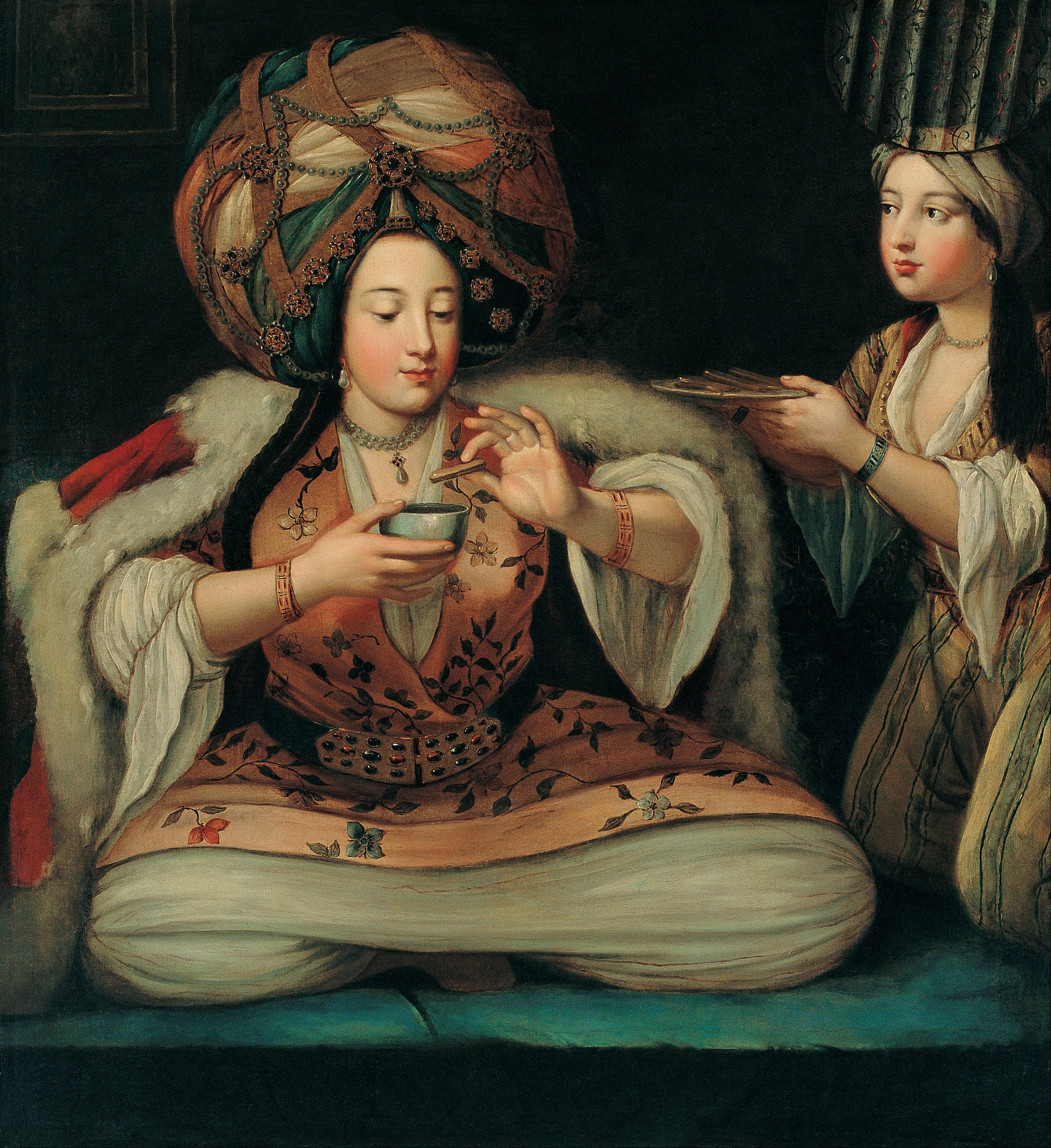
Saboreando café (em turco: Kahve Keyfi), pintor desconhecido da primeira metade do século XVIII.
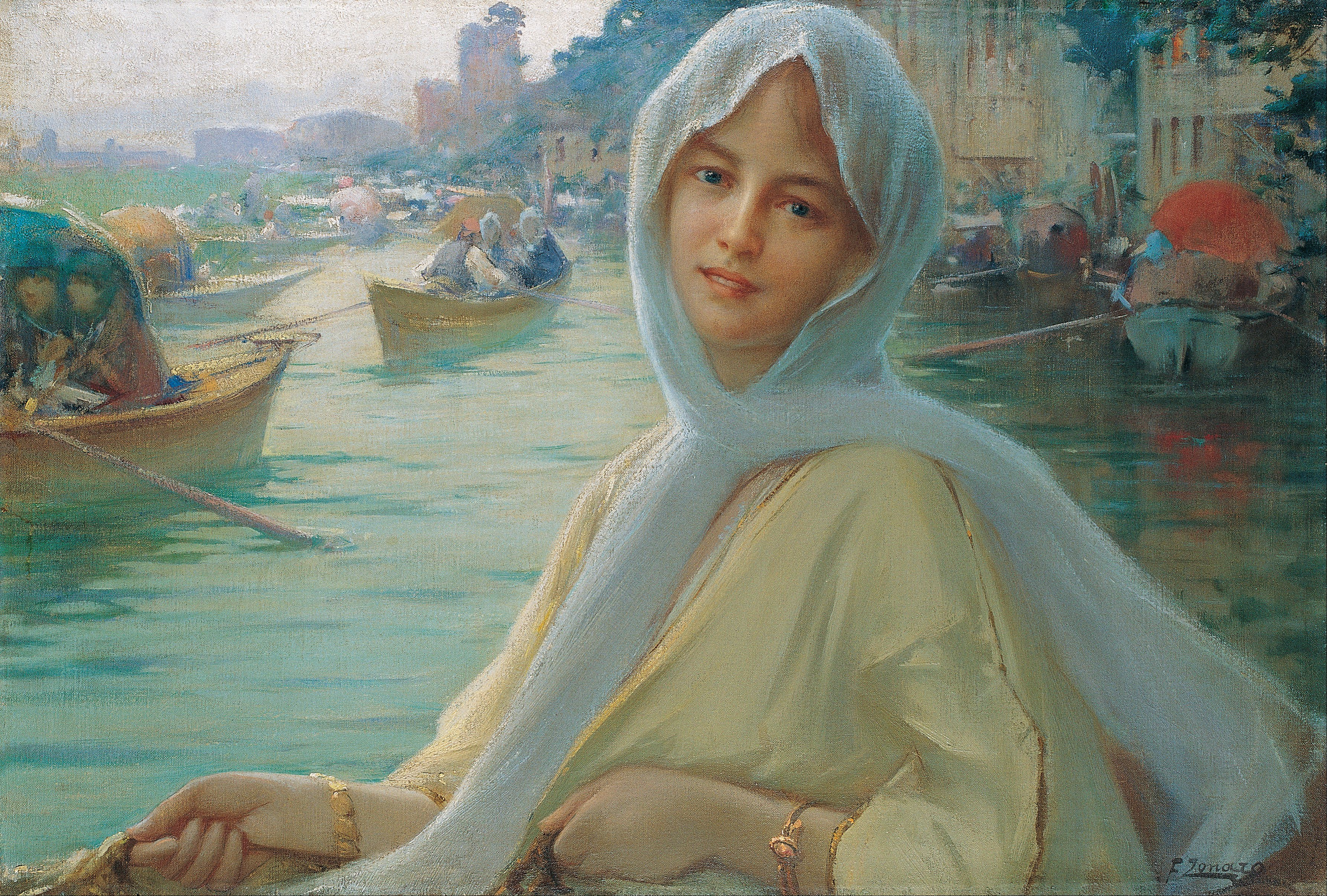
Göksu Sefası (Diversão na ribeira de Göksu), de Fausto Zonaro, pintor italiano da corte otomana no final do século XIX e início do século XX.
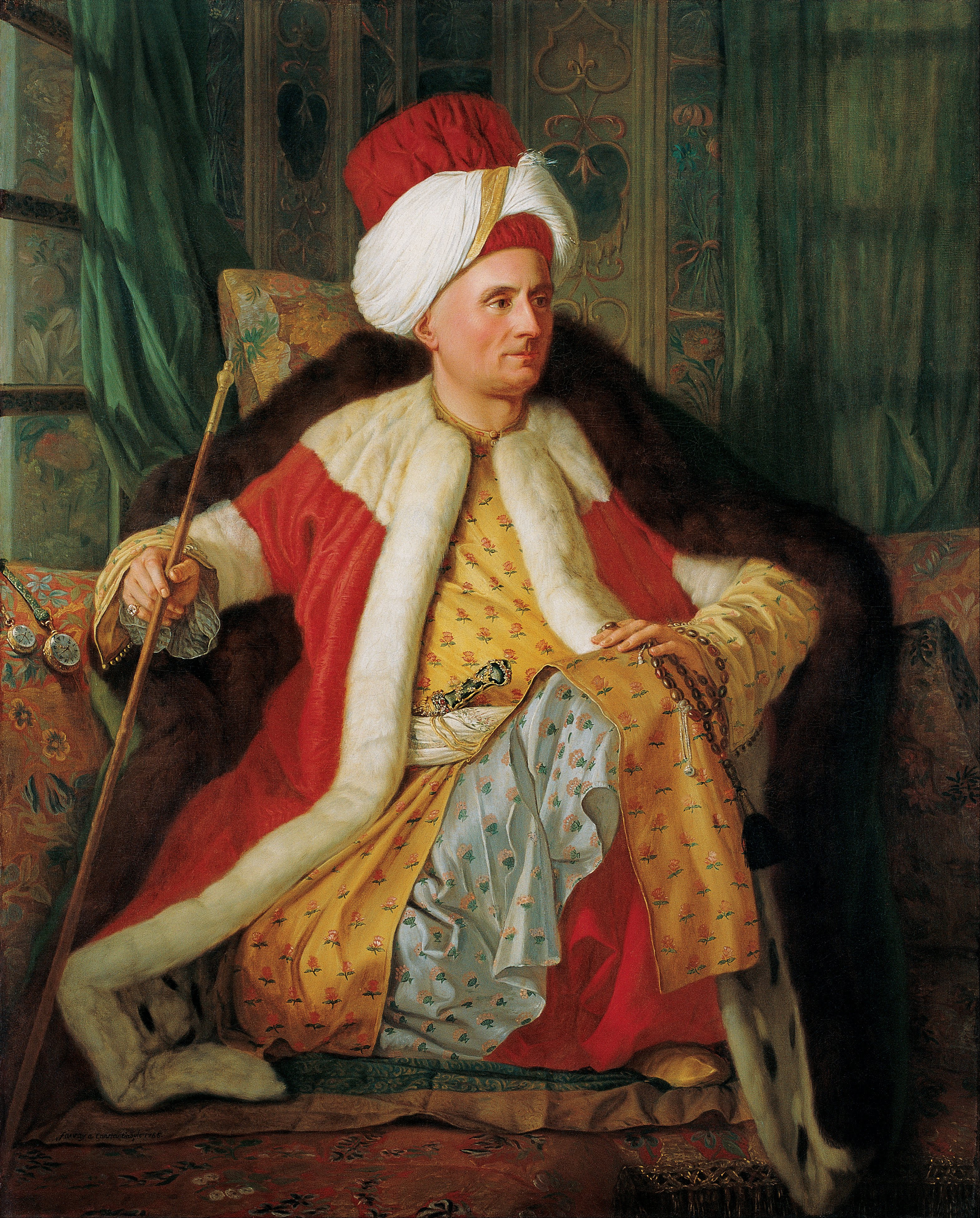
Retrato de Charles Gravier, Conde de Vergennes e embaixador francês, em roupas turcas, 1766, de Antoine de Favray.
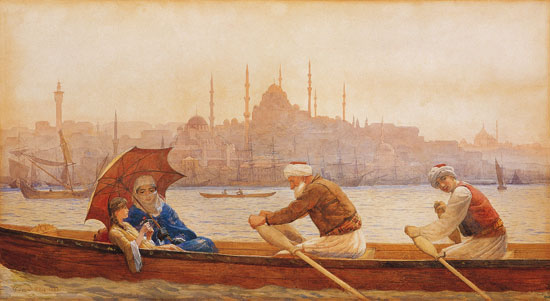
Passeio no Corno de Ouro, 1888, de Tristam (ou Tristram) James Ellis.
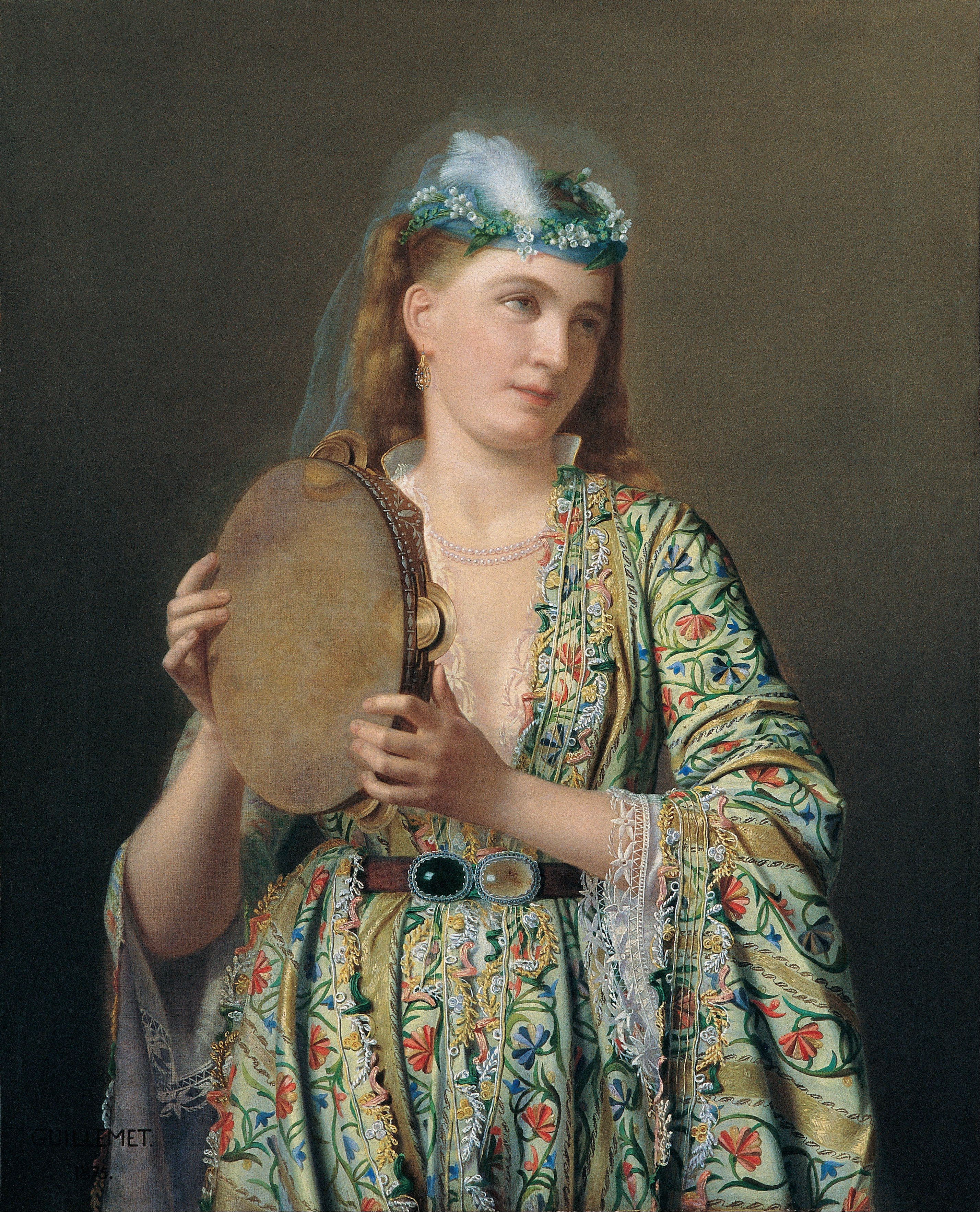
Def Çalan Saraylı Kadın (dama da corte otomana tocando adufe), 1875, Pierre-Désiré Guillemet.
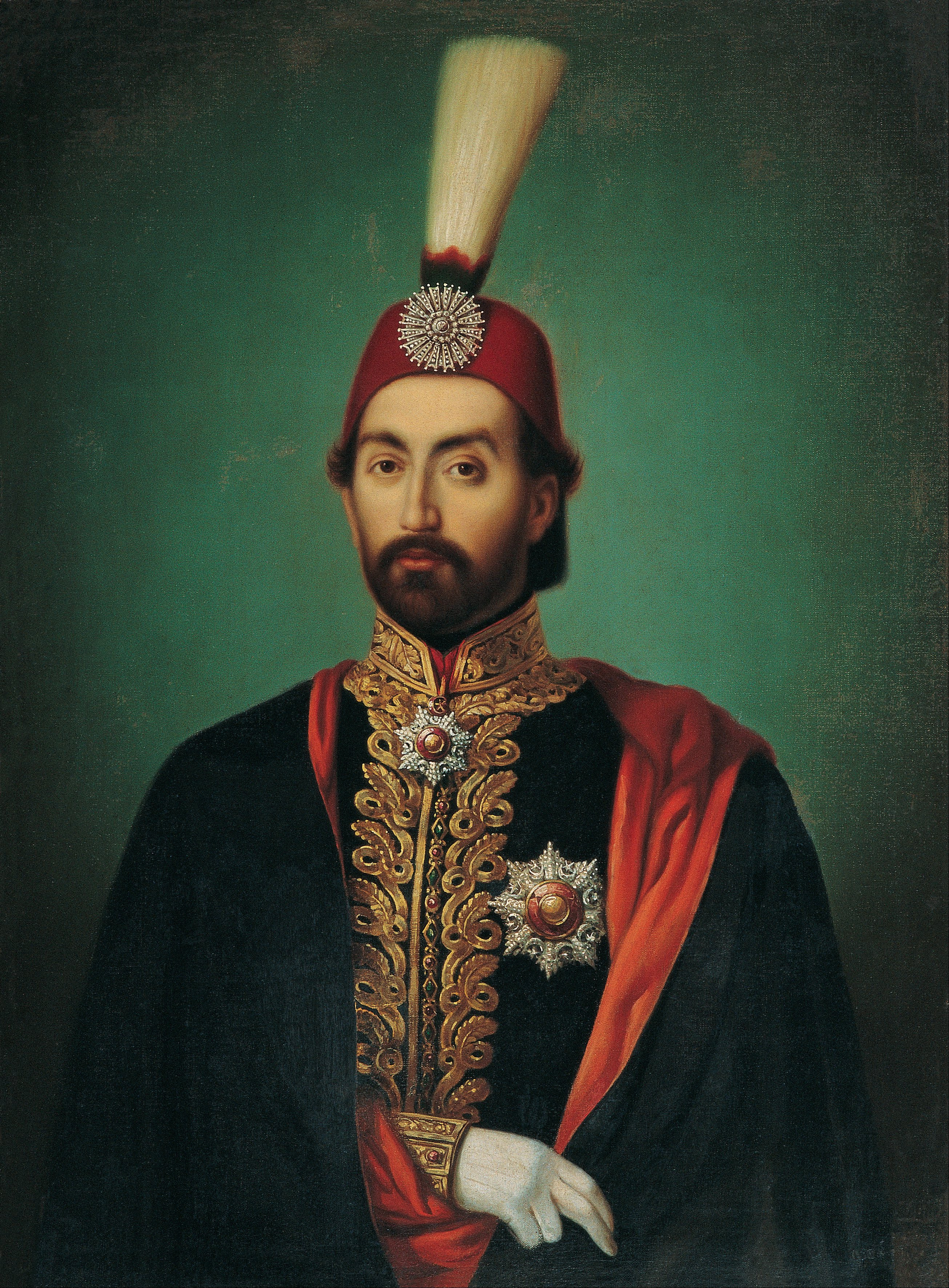
Retrato do sultão Abdul Mejide I, ~1850-1859(?).
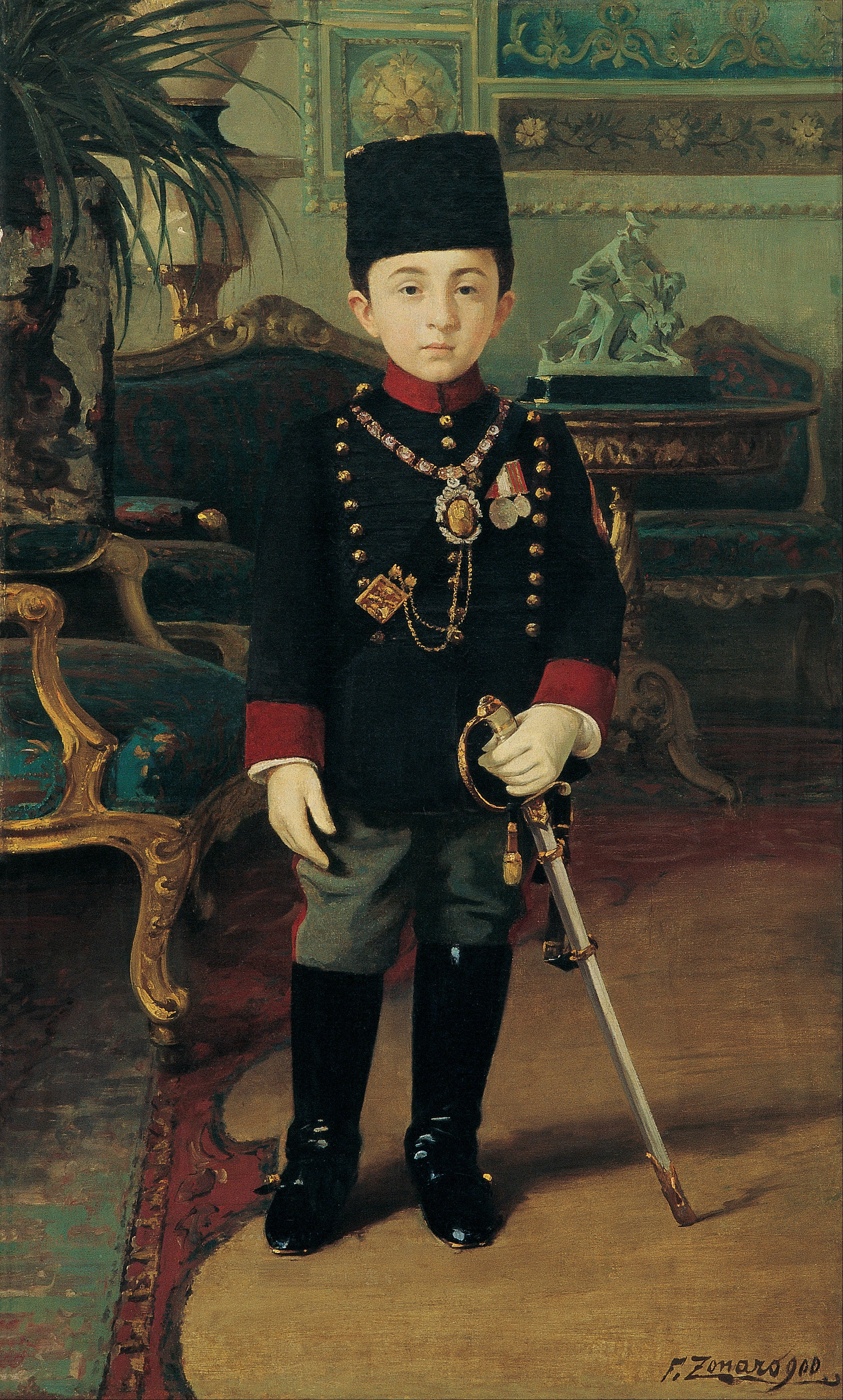
Um princípe (em turco: şehzade) otomano.

- Este artigo foi inicialmente traduzido, total ou parcialmente, do artigo da Wikipédia em inglês cujo título é «Pera Museum», especificamente desta versão.